# Тартар
Та́ртар (грец. Τάρταρος, Tartaros) — у давньогрецькій міфології є і божество, і місце в підземному світі.
Як божество це син Ефіра-повітря й Геї-землі, батько Тифона та Єхидни;
Як місце, то за уявленнями греків, це темна безодня в глибині космосу, нижче від Аїду. Тартар віддалений від поверхні землі так само як земля від неба: мідне ковадло летіло б туди від поверхні землі дев'ять днів (стільки, скільки з неба на землю). Він є одним з первинних об'єктів, які виникли з Хаосу.

За іншою міфічною версією, Тартар міститься під палацом Аїда. Тартар оточений потрійним шаром пітьми й мідним муром із мідною брамою, яку поставив Посейдон.
У Тартарі живе Нікс, він є місцем ув'язнення скинутого Кроноса й переможених титанів, яких охороняють сторукі велетні, діти Урана.
Згодом призначення Тартару змінилося: під ним стали розуміти віддалені місця Аїду, де караються грішники.
Тартар допомагав Зевсу у битві з його батьком

## Мешканці
Спочатку Тартар використовувався лише для того, щоб вберегти від небезпеки богів Олімпу. У пізніших міфологіях Тартар став місцем, призначеним для ув’язнення та мук смертних, які згрішили проти богів, і кожне покарання було унікальним для засуджених. Наприклад:
- Цар Сізіф був відправлений в Тартар за те, що він убив гостей і мандрівників у своєму замку, порушуючи його гостинність, спокушав свою племінницю і повідомив про одне із сексуальних завоювань Зевса, розказавши річковому богу Асопу про місцеперебування його дочки Егіни (яку забрав Зевс). Але попри непристойність частих завоювань Зевса, Сізіф перейшов межу, вважаючи себе рівнею богам, який міг по праву повідомляти про їхні проступки. Коли Зевс наказав Танатосу закувати Сізіфа в ланцюги в Тартарі, Сізіф обдурив Танатоса, запитавши його, як працюють ланцюги, і таким чином прикув Танатоса; в результаті смерті припинилися. Це зумовило Ареса звільнити Танатоса і передати йому Сізіфа. Через деякий час Сізіф попросив Персефону повернути його на поверхню, щоб він докоряв його дружині за те, що вона не поховала його належним чином. Гермес насильно відтягнув Сізіфа в Тартар, коли після цього він відмовився повертатися в Підземний світ. У Тартарі Сізіф був змушений вічно намагатися закотити великий валун на вершину гірського схилу, який, скільки б разів йому майже не вдавалося це зробити, завжди скочується на дно. Це було покаранням (відповідним злочину) Сізіфа за те, що він наважився стверджувати, що його кмітливість перевершує розум Зевса. Підступне покарання Зевса продемонструвало зовсім протилежне, засудивши Сізіфа на принизливу вічність марності й розчарування.
- Еріс
- Цар Тантал також опинився в Тартарі після того, як порізав свого сина Пелопса, зварив його і подав як їжу, коли його запросили вечеряти з богами.  Він також викрав амброзію у богів і розповів своєму народу її таємниці. В іншій історії згадується, що він тримав золотого пса, викуваного Гефестом і вкраденого другом Тантала Пандареєм. Тантал тримав золотого пса на зберіганні, а пізніше заперечив Пандарею, що він мав його. Покаранням Тантала за його дії було стояти у водоймі під фруктовим деревом з низькими гілками. Щоразу, коли він тягнувся до фруктів, гілки підіймали з його рук їжу. Щоразу, коли він нахилявся, щоб випити, вода спадала, перш ніж він міг її отримати. Над його головою височів загрозливий камінь, як у Сізіфа.
- Іксьон був царем лапіфів, найдавнішого племені Фессалії. Іксьон зненавидів свого тестя і в кінцевому підсумку штовхнув його на ложу з вугілля та дров, зробивши перше вбивство, пов’язане з родичами. Князі інших земель наказали відмовити Іксіону в очищенні від гріха. Зевс пожалів Іксіона і запросив його на трапезу на Олімп. Але коли Іксьон побачив Геру, він закохався в неї і почав пестити під столом, поки Зевс не дав йому знак зупинитися. Знайшовши місце для сну Іксіона, Зевс створив хмарного двійника Гери — Нефела, щоб перевірити його, як далеко він зайде, щоб спокусити Геру. Іксіон займався з нею любов'ю, в результаті чого народився Центавр, який спаровувався з деякими магнезійськими кобилами на горі Пеліон і таким чином породив расу кентаврів (які від походження називаються Ixionidae). Зевс вигнав Іксіона з гори Олімп, а потім вдарив його громом. Його покарали прив’язуванням до крилатого полум’яного колеса, яке постійно крутиться: спочатку в небі, а потім у Тартарі. Тільки коли Орфей спустився в Підземний світ, щоб врятувати Еврідіку, він припинив обертатися через музику, яку грав Орфей. Прив’язування Іксіона до полум’яного колеса символізувало його палку пожадливість.
- У деяких версіях Данаїди вбили своїх чоловіків і були покарані в Тартарі, змушуючи носити воду в глечику, щоб наповнити ванну, яка таким чином змивала б їхні гріхи. Але глечики були заповнені тріщинами, тому вода завжди витікала.
- Гігант Тітйос намагався зґвалтувати Літо за наказом Гери, але був убитий Аполлоном і Артемідою. У покарання Тітія розтягнули в Тартарі й закатували двома грифами, які харчувалися його печінкою. Це покарання надзвичайно схоже на покарання Титана Прометея.
- Згадується також, що цар Салмоней був ув’язнений в Тартарі після того, як видався за Зевса, через що справжній Зевс вразив його громом.
- Арк — сестра-близнюк Айріс, яка стала на бік Титанів. Зевс зняв їй крила після перемоги богів над титанами, і вона була кинута в Тартар разом з титанами.
- Окн був засуджений в Тартарі плести мотузку з соломи, яку швидко з'їдає осел. Немає згадки про те, що він зробив, щоб опинитися в Тартарі.
- Коли його сестра Короніда була вбита Артемідою, цар Флегій підпалив аполлонійський храм у Дельфах і був убитий Аполлоном. Його покарали в Тартарі, поклавши в скелю і заморивши голодом перед вічним бенкетом, коли він кричить іншим жителям, щоб вони не зневажали богів.

Згідно з Платоном ( бл. 427 р. до н. е.), Радамант, Еак і Мінос були суддями померлих і вибирали, хто вирушив до Тартару. Радамант судив азійські душі, Еак судив європейські душі, а Мінос був вирішальним голосом і суддею греків.  Душі, які вважалися несправедливими або лжеприсяжними, йшли в Тартар. Ті, хто вчинив злочини, які вважалися виправдовуваними, будуть очищені там, а ті, хто вчинив злочини, які вважаються невиправдовуваними, будуть навіки проклятими і продемонструють попереджувальний приклад для живих. У «Горгії» Платон пише про Сократа, який розповідає Калліклу, який вважає, що Могут виправдовує те, що чинити несправедливість щодо інших гірше, ніж терпіти несправедливість, і більшість невиправдовуваних мешканців Тартару були тиранами, чия могутність давала їм можливість чинити величезні злочини. Архелай I Македонський згадується як можливий приклад цього, тоді як Терсіт, як кажуть, виправдовуваний через відсутність сили. За «Федоном» Платона, невиправдовувані складалися з грабіжників храмів і вбивць, а синів, які вбили одного зі своїх батьків у стані гніву, але шкодували про це все життя, і мимовільних вбивць, вивозили з Тартару через рік, щоб вони могли просити свою жертву про прощення. Якщо їм пробачали, вони були звільнені, але якщо ні, то мали повернутися і залишитися там, доки їх остаточно не помилують.  У «Республіці» Платон згадує міф про Ер, який, як кажуть, був загиблим солдатом, який воскрес із мертвих і побачив їхнє царство.
У грецькій міфології було кілька входів у Тартар. Один був в Аорнумі.

## Римська міфологія
У римській міфології грішників (за визначенням римських суспільних і культурних звичаїв свого часу) відправляють у Тартар для покарання після смерті. Вергілій дуже докладно описує Тартар в «Енеїді», книзі VI. Він описав його експансивним. Він оточений трьома стінами по периметру, за якими протікає полум’яна річка під назвою «Флегетон». Щоб уникнути втечі, гідра з п’ятдесятьма чорними, роззявленими щелепами сидить на вершині воріт, які кричать, коли їх відкривають. Вони оточені адамантовими колонами. Речовина настільки тверда, як алмаз, і ніщо не може її прорізати.
У стінах Тартара розташований замок із широкими стінами з високою залізною баштою. Тісіфона, одна з ериній, яка символізує помсту, стоїть на безсонній варті на вершині вежі, б'ючи своїм батогом. Римська міфологія описує яму всередині, що простягається в землю вдвічі далі, ніж відстань від земель живих до Олімпу. Кажуть, що сини-близнюки титана Алоея були ув’язнені на дні цієї ями.